# Elektriciteitsdistributie
Elektriciteitsdistributie is de verdeling van elektrische energie; het transporteert de elektriciteit van de elektriciteitsproducenten via het elektriciteitsnet naar de eindgebruiker. Het typische voltage in deze fase varieert tussen de 2kV en 35kV, die middels transformatoren wordt omgezet.